# X-26 (航空機)
X-26
X-26A
- 用途：テストパイロット養成
- 製造者：シュワイザー社
- 運用者：アメリカ海軍

X-26 フリゲイト(Schweizer X-26 Frigate)はアメリカ陸軍および海軍が運用していた航空機で、シュワイザーSGS 2-32を原型としたグライダーである。

## 概要

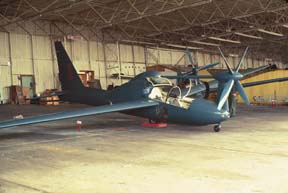
QT-2PC
（1968年の撮影）

1960年代後半に、アメリカ海軍はテストパイロット養成用として複座グライダーのシュワイザーSGS 2-32を取得し、低速時における方向舵や補助翼の試験を行っていた。これにはX-26の名称が付けられた。
1966年に、ベトナム戦争向けにX-26Aを基に隠密偵察を行う機体を開発することとなった。これはX-26の胴体中央部にエンジンを搭載し、そこから延長軸を伸ばして機体前部に4翅プロペラを装備し、モーターグライダーとしたものである。改修はロッキード社で行われ、QT-2PCの名称が付けられた。QT-2PCは2機が製作され、1968年に南ベトナムで陸・海軍共同で実地試験が行われた。
1969年にQT-2PCはアメリカ合衆国本土に戻され、再びアメリカ海軍のテストパイロット養成に使われることとなった。このため名称を整理し、取得当初のグライダーをX-26A、QT-2PCに改造した機体をX-26Bと分類した。なお、QT-2PCはYO-3A隠密偵察機に発展した。

## 要目

### X-26A
- 全長：7.92m
- 全幅：17.37m
- 全高：2.74m
- 自重：389kg
- 乗員：2名

### X-26B(QT-2PC)
- 全長：9.42m
- 全幅：17.37m
- 全高：2.74m
- エンジン：レシプロ4気筒エンジン（100馬力）
- 乗員：2名